# 1121 dans les croisades
Cette page regroupe les évènements concernant les Croisades qui sont survenus en 1121 : 
- Josselin de Courtenay, comte d'Edesse, épouse Marie de Salerne, sœur de Roger de Salerne, prince d'Antioche[1].
- Baudouin II conduit un raid sur la rive damascène du Jourdain et prend la tour de Der'a[2].